# 大滩乡 (达州市)
大滩乡，是中华人民共和国四川省达州市达川区曾经下辖的一个乡。2019年12月，撤销大滩乡，将其所属行政区域划归麻柳镇管辖。

## 行政区划
大滩乡撤销前下辖以下地区：
街道社区、双河口村、陡梯子村、牛二垭村、邱家坝村、李家坪村、高屋基村、张家店村、夏家坝村、明潭寺村和赵公桥村。